# Le Lit d'or
Pour plus de détails, voir Fiche technique et Distribution.
Le Lit d'or (The Golden Bed) est un film américain réalisé par Cecil B. DeMille, sorti en 1925.

## Synopsis
Une jeune femme doit se battre contre les conventions sociales de son époque afin de pouvoir vivre celui qu'elle aime...

## Fiche technique
- Titre : Le Lit d'or
- Titre original : The Golden Bed
- Réalisation : Cecil B. DeMille, assisté de Frank Urson et Paul Iribe
- Scénario : Wallace Irwin et Jeanie Macpherson
- Photographie : J. Peverell Marley
- Montage : Anne Bauchens
- Pays de production :  États-Unis
- Genre : Drame
- Durée : 90 minutes
- Date de sortie :
  - États-Unis : 25 janvier 1925

## Distribution
- Lillian Rich : Flora Lee Peake
- Henry B. Walthall : Colonel Peake
- Vera Reynolds : Margaret Peake
- Theodore Kosloff : Marquis de San Pilar
- Rod La Rocque : Admah Holtz
- Warner Baxter : Bunny O'Neill
- Robert Cain : Savarac
- Robert Edeson : Amos Thompson
- Julia Faye : Nell Thompson